# Albert Duarte
Albert Duarte é um árbitro de futebol colombiano.